# Peromyscus pectoralis
Peromyscus pectoralis es una especie de roedor de la familia Cricetidae.

## Distribución geográfica
Se encuentra en México y en Nuevo México, Texas y Texas en los Estados Unidos. 